# Айлтън (град, Калифорния)
Айлтън (на английски: Isleton) е град в окръг Сакраменто, щата Калифорния, САЩ. Айлтън е с население от 845 жители (по приблизителна оценка за 2017 г.) и обща площ от 1,2 km². Намира се на 3 m надморска височина. ЗИП кодовете му са 95641, а телефонният му код е 916.